# Breithorngletscher (Lauterbrunnen)
Der Breithorngletscher ist ein Gletscher am Nordhang der Berner Alpen im Schweizer Kanton Bern in der Gemeinde Lauterbrunnen. Er befindet sich unter der Nordwand des Breithorns.

## Geographie
Der Breithorngletscher beginnt an der Nordwand des Breithorns auf einer Höhe von 2800 m ü. M. und fliesst zwei Kilometer gegen Nordosten bis auf eine Höhe von 2100 m ü. M. gegen das Lauterbrunnental hinunter.

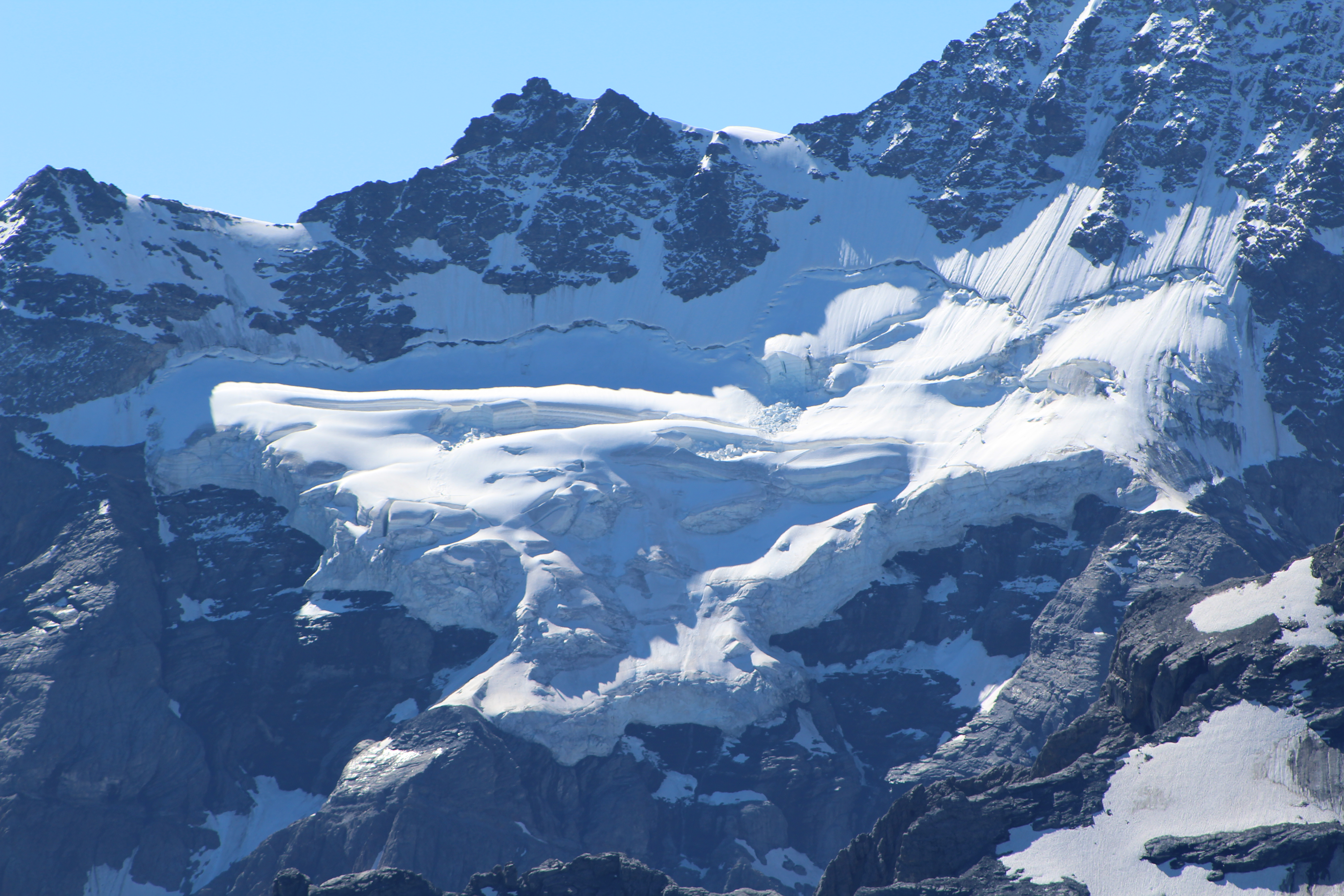
Der Obera Breithorngletscher vom Schilthorn aus gesehen.

Der Breithorngletscher wird einerseits gespeist vom Obera Breithorngletscher, welcher sich in einer Höhe zwischen 3000 m ü. M. und 3400 m ü. M. unterhalb des Breithorn Ostgrates befindet. Andererseits vom Wetterlückengletscher, welcher von der Wätterlicka in höherer Lage in nahezu paralleler Richtung mit dem Breithorngletscher gegen Nordosten fliesst. In der Mitte des Wetterlückengletschers zweigt ein Teil zum Breithorngletscher hinunter.
Der Breithorngletscher, der Schmadrigletscher, der Grosshorngletscher, der Wätterlickengletscher und der Tschingelgletscher bildeten um die Zeit von 1850 am Ende der Kleinen Eiszeit noch eine zusammenhängende Eisfläche im hinteren Lauterbrunnental.
Das Schmelzwasser des Breithorngletschers fliesst über den Schmadribach in die Weisse Lütschine, die Lütschine, die Aare und den Rhein in die Nordsee.
Zwischen der südlichen Seitenmoräne des Breithorngletschers und der westlichen Seitenmoräne des Schmadrigletschers befindet sich in der Höhe von 2261 m ü. M. die Schmadrihütte des Akademischen Alpenclubs Bern.